# Żukowo (powiat płoński)
Żukowo – wieś sołecka w Polsce położona w województwie mazowieckim, w powiecie płońskim, w gminie Naruszewo.
| SIMC    | Nazwa   | Rodzaj |
| ------- | ------- | ------ |
| 0119770 | Żukówek | osada  |

W latach 1975–1998 miejscowość należała administracyjnie do województwa ciechanowskiego.
Miejscowość graniczy z Parkiem Afrykańskim Sobanice.

## Kościół w Żukowie
W miejscowości znajduje się kościół pw. św. Zygmunta oraz cmentarz. Księdzem w parafii do 2010 był ks. kanonik Tadeusz Jakub Buławski. Od 2010 proboszczem parafii jest ks. prałat Janusz Mackiewicz.